# André Challe
Pour les articles homonymes, voir Challe.
André Challe, né le 6 mars 1875 à Grenoble (Isère) et mort le 28 septembre 1957 à Bourges (Cher), est un général de division et résistant français.

## Biographie

### Famille
Il est le fils de Léon Alexandre Challe, originaire d'Auxerre, sous-intendant militaire de 1re classe et de Marie Guiblin. Ses deux frères, le général Georges Challe (1864-1917) et le commandant Maurice Challe (1879-1916), sont morts pour la France au cours de la Première Guerre mondiale. Il se marie à Marie Imbert avec qui il a trois fils et deux filles.

### Carrière militaire
Sorti de Saint-Cyr en 1896, il sert notamment en Algérie française entre 1902 et 1906 puis au Tonkin entre 1906 et 1910 au sein du 1er régiment étranger puis des chasseurs à pied.
Au cours de la Première Guerre mondiale, commandant du 49e bataillon de chasseurs alpins, il est grièvement blessé le  31 mars 1916 à l'oeil gauche par balle et perd son oeil. Il est cité à l'ordre de l'armée et promu officier de la Légion d'honneur le 14 mai.
Promu général de brigade en mars 1933, il est placé dans la section de réserve en mars 1935.
Rappelé à l'activité au début de la Seconde Guerre mondiale en septembre 1939, il est promu général de division en décembre dans la section de réserve. Il commande le camp de La Courtine de mai à juin 1940. Après la capitulation française, il s’engage dans la Résistance. Chef militaire régional, sous le nom de « Shuster », du mouvement Libération-Nord pour le Cher, le Loiret, le 
Loir-et-Cher et l'Indre-et-Loire, il est arrêté par les Allemands en septembre 1943 et déporté à Buchenwald avec son fils Hubert. Ils sont libérés en avril 1945, Hubert meurt peu après sa libération. 
Le général Challe reçoit la médaille de la résistance le 3 août 1946
et est élevé à la dignité de grand officier de la Légion d'honneur le 25 septembre « pour services de guerre exceptionnels »,, décoration remise par le général Koenig.

### Engagement politique
Il est tête de liste aux élections législatives de 1946 dans le Cher sous l'étiquette Union gaulliste ; sa liste ne recueille que 13% des voix et n'obtient aucun élu.

### Fin de vie
Il meurt à Bourges le 28 septembre 1957.
André Challe et son épouse sont inhumés au cimetière des Capucins à Bourges.

## Distinctions
- Grand officier de la Légion d'honneur (25 septembre 1946) « pour services de guerre exceptionnels »
- Médaille de la Résistance française (3 août 1946)
- Croix de guerre 1914–1918 (2 citations)
- Croix de guerre 1939–1945 (1 citation)